# 1110
| 1110               |
| ------------------ |
| Dødsfald - Fødsler |
|                    |

| Gregoriansk kalender | 1110 MCX                |
| Ab urbe condita      | 1863                    |
| Armensk kalender     | 559 ԹՎ ՇԾԹ              |
| Kinesiske kalender   | 3806 – 3807 己丑 – 庚寅 |
| Etiopisk kalender    | 1102 – 1103             |
| Jødisk kalender      | 4870 – 4871             |
| Hindukalendere       |                         |
| - Vikram Samvat      | 1165 – 1166             |
| - Shaka Samvat       | 1032 – 1033             |
| - Kali Yuga          | 4211 – 4212             |
| Iransk kalender      | 488 – 489               |
| Islamisk kalender    | 503 – 504               |

Konge i Danmark: Niels 1104–1134
Se også 1110 (tal)